# Grudusk (przystanek kolejowy)
Grudusk – dawny kolejowy przystanek osobowy i ładownia publiczna na wąskotorowej linii kolejowej Mława Wąskotorowa – Zamość Mazowiecki w Grudusku, w województwie mazowieckim, w Polsce.